# NGC 1707
NGC 1707 је група звезда у сазвежђу Орион која се налази на NGC листи објеката дубоког неба.
Деклинација објекта је + 8° 14' 20" а ректасцензија 4h 58m 21,1s. Привидна величина (магнитуда) објекта NGC 1707 износи 12,8. NGC 1707 је још познат и под ознакама IC 2107.